# Thomas Ashton
Thomas Ashton (mort le 29 août 1578 à Cambridge) était un enseignant anglais. Il fut le premier proviseur de Shrewsbury School.

## Biographie
Ashton suit ses études à l'Université de Cambridge, où il obtient son B.A. en 1559-60, et son M.A. en 1563. Titulaire d'une bourse de Trinity College, il entre dans les ordres, et en 1562 il est nommé premier chef d'établissement de Shrewsbury School. Grâce à lui, Shrewsbury devient une école très réputée, accueillant parfois 290 élèves, parmi lesquels Philip Sidney. William Camden, dans son Britanniae descriptio, remarque que « Shrewsbury accueille à la fois des Gallois et des Anglais, qui parlent tous les deux langues, et parmi les belles réalisations de cet établissement, il y a l'école secondaire fondée par eux, fréquentée par des élèves de qualité, et dont l'état florissant est dû à son proviseur, l'excellent et méritant Thomas Ashton ».
À la Pentecôte de 1568, une pièce de théâtre, dans laquelle Ashton a le rôle principal et qu'il a sans doute écrite, est montée à Shrewsbury. Ayant pour sujet l'école elle-même, cette pièce est jouée pendant toute la durée des vacances, et un grand nombre de personnes y assiste, dont plusieurs aristocrates et de nombreux membres de la gentry des environs. Pourtant, peu après, Ashton démissionne de son poste. Vers octobre 1574, il est envoyé en Irlande par Walter Devereux, 1er comte d'Essex, afin qu'il négocie avec Turlough Luineach O'Neill, puis qu'il l'utilise pour transmettre des informations confidentielles avec la reine Élisabeth et le Conseil privé. Essex lui attribue une pension annuelle à vie de £40, et il est un des vassaux du domaine du comte. Ashton revient en Angleterre en 1575. 
Une de ses dernières actions est de visiter Shrewsbury, où il prononce un sermon d'adieu à ses pensionnaires. Il retourne ensuite à Cambridge, où il meurt quinze jours plus tard en 1578.

## Source principale
- Biographie d'Ashton dans The Dictionary of National Biography